# Zwarte doos

Schematische voorstelling

Een zwarte doos of black box is een toestel waarvan het gedrag bekend is, maar niet de inwendige constructie.
Een computer is voor veel gebruikers een zwarte doos.
De gebruiker kan met de computer werken maar weet niets over het inwendige ervan.
De computertechnicus weet meer over de inwendige werking.
Hij kan schakelingen met chips ontwerpen en bouwen, maar de chips zelf zijn voor hem vaak zwarte dozen.
De fabrikant publiceert de specificaties van de chip, de signalen op de in- en uitgangen, maar weinig of niets over de inwendige werking ervan.
Men spreekt in dit verband ook wel van de architectuur van de chip.
Het is zelfs mogelijk dat de fabrikant stilzwijgend een nieuwe chip maakt met vrijwel hetzelfde gedrag maar een totaal andere inwendige werking.
In de techniek wordt de term black box (in het Nederlands dan – al dan niet terecht – meestal onvertaald gelaten) vaak gebruikt als men de werking van een apparaat wil beschrijven zoals die „van buiten af” wordt gezien, dus wanneer men de inwendige werking buiten beschouwing laat ook al is deze wel bekend.